# Pruniers-en-Sologne
Pruniers-en-Sologne és un municipi francès, situat al departament del Loir i Cher i a la regió de Centre – Vall del Loira. L'any 2007 tenia 2.291 habitants.

## Demografia

### Població
El 2007 la població de fet de Pruniers-en-Sologne era de 2.291 persones. Hi havia 914 famílies, de les quals 208 eren unipersonals (84 homes vivint sols i 124 dones vivint soles), 337 parelles sense fills, 301 parelles amb fills i 68 famílies monoparentals amb fills.
La població ha evolucionat segons el següent gràfic:
Habitants censats

### Habitatges
El 2007 hi havia 1.037 habitatges, 935 eren l'habitatge principal de la família, 53 eren segones residències i 49 estaven desocupats. 992 eren cases i 43 eren apartaments. Dels 935 habitatges principals, 751 estaven ocupats pels seus propietaris, 167 estaven llogats i ocupats pels llogaters i 17 estaven cedits a títol gratuït; 29 tenien una cambra, 35 en tenien dues, 130 en tenien tres, 256 en tenien quatre i 485 en tenien cinc o més. 733 habitatges disposaven pel capbaix d'una plaça de pàrquing. A 357 habitatges hi havia un automòbil i a 518 n'hi havia dos o més.

### Piràmide de població
La piràmide de població per edats i sexe el 2009 era:
| Homes | Edats   | Dones |
| ----- | ------- | ----- |
| 0     | 95 o +  | 0     |
| 0     | 90 a 94 | 8     |
| 8     | 85 a 89 | 8     |
| 12    | 80 a 84 | 8     |
| 32    | 75 a 79 | 24    |
| 36    | 70 a 74 | 44    |
| 40    | 65 a 69 | 44    |
| 72    | 60 a 64 | 32    |
| 48    | 55 a 59 | 48    |
| 128   | 50 a 54 | 128   |
| 112   | 45 a 49 | 104   |
| 80    | 40 a 44 | 84    |
| 92    | 35 a 39 | 68    |
| 48    | 30 a 34 | 84    |
| 56    | 25 a 29 | 40    |
| 32    | 20 a 24 | 28    |
| 116   | 15 a 19 | 68    |
| 60    | 10 a 14 | 84    |
| 68    | 5 a 9   | 48    |
| 56    | 0 a 4   | 36    |

## Economia
El 2007 la població en edat de treballar era de 1.472 persones, 1.023 eren actives i 449 eren inactives. De les 1.023 persones actives 938 estaven ocupades (495 homes i 443 dones) i 85 estaven aturades (36 homes i 49 dones). De les 449 persones inactives 244 estaven jubilades, 106 estaven estudiant i 99 estaven classificades com a «altres inactius».

### Ingressos
El 2009 a Pruniers-en-Sologne hi havia 962 unitats fiscals que integraven 2.412 persones, la mediana anual d'ingressos fiscals per persona era de 19.254 €.

### Activitats econòmiques
Dels 83 establiments que hi havia el 2007, 2 eren d'empreses extractives, 3 d'empreses alimentàries, 1 d'una empresa de fabricació de material elèctric, 7 d'empreses de fabricació d'altres productes industrials, 17 d'empreses de construcció, 24 d'empreses de comerç i reparació d'automòbils, 5 d'empreses de transport, 4 d'empreses d'hostatgeria i restauració, 1 d'una empresa d'informació i comunicació, 1 d'una empresa financera, 2 d'empreses immobiliàries, 5 d'empreses de serveis, 4 d'entitats de l'administració pública i 7 d'empreses classificades com a «altres activitats de serveis».
Dels 26 establiments de servei als particulars que hi havia el 2009, 1 era una oficina de correu, 6 tallers de reparació d'automòbils i de material agrícola, 3 paletes, 1 guixaire pintor, 4 fusteries, 2 lampisteries, 3 empreses de construcció, 2 perruqueries, 1 agència de treball temporal, 1 restaurant, 1 agència immobiliària i 1 saló de bellesa.
Dels 7 establiments comercials que hi havia el 2009, 1 era un hipermercat, 1 un supermercat, 1 una botiga de més de 120 m², 1 una botiga de menys de 120 m², 1 una fleca, 1 una botiga de mobles i 1 una botiga de material de revestiment de parets i terra.
L'any 2000 a Pruniers-en-Sologne hi havia 14 explotacions agrícoles que ocupaven un total de 693 hectàrees.

## Equipaments sanitaris i escolars
L'únic equipament sanitari que hi havia el 2009 era una farmàcia.
El 2009 hi havia 1 escola maternal i 1 escola elemental.

## Poblacions més properes
El següent diagrama mostra les poblacions més properes.